# Résolution 1623 du Conseil de sécurité des Nations unies
Membres permanents
- Chine
- États-Unis
- France
- Royaume-Uni
- Russie

Membres non permanents
- Algérie
- Argentine
- Bénin
- Brésil
- Danemark
- Grèce
- Japon
- Philippines
- Roumanie
- Tanzanie

Résolution no 1622 Résolution no 1624
La résolution 1623 du Conseil de sécurité des Nations unies fut adoptée à l'unanimité le 13 septembre 2005. Après avoir réaffirmé toutes les résolutions sur la situation en Afghanistan, en particulier les résolutions 1386 (de 2001), 1413 (en) (de 2002), 1444 (de 2002), 1510 (de 2003) et 1563 (de 2004) , et les résolutions 1368 (de 2001) et 1373 (de 2001) sur le terrorisme, le Conseil a prorogé l'autorisation de la Force internationale d'assistance et de sécurité (FIAS) jusqu'à la mi-octobre 2006.

## Résolution

### Observations
Le Conseil de sécurité a reconnu que la responsabilité d'assurer la sécurité, la loi et l'ordre dans tout l'Afghanistan incombait aux Afghans eux-mêmes. Il a rappelé l’Accord de Bonn et ses dispositions relatives à l’extension progressive de la FIAS à d’autres régions au-delà de Kaboul. Le Conseil a également souligné l’importance de l’élargissement de l’autorité du gouvernement central, de la réforme du secteur de la sécurité, du désarmement, de la démobilisation et de la lutte contre le commerce des stupéfiants. Il craignait également que l’Accord de Bonn ne puisse être pleinement appliqué en raison de la situation sécuritaire dans certaines parties du pays.
La résolution saluait la coopération de l'Administration transitoire afghane, et l'intention de la FIAS et de l'opération Enduring Freedom d'aider aux élections nationales. Le Conseil a également remercié l'Italie d'avoir pris la tête de la FIAS à la place de la Turquie et a félicité les pays qui avaient contribué à l'Eurocorps. Le Conseil a estimé que la situation en Afghanistan constituait une menace pour la paix et la sécurité internationales.

### Contenu
Agissant en vertu du Chapitre VII de la Charte des Nations unies, le Conseil a élargi le mandat de la FIAS pour une période de douze mois au-delà du 13 octobre 2005. La FIAS a été invitée à travailler avec l'Administration transitoire et ses successeurs, le Représentant spécial du Secrétaire général et l'Opération Enduring Freedom.
Les États participant à la force ont été autorisés à utiliser toutes les mesures nécessaires pour s’acquitter de leur mandat, tandis que d’autres États membres ont été invités à fournir du personnel et des ressources à l’opération. Enfin, la direction de la FIAS a été priée de fournir des rapports trimestriels sur l’exécution de son mandat.